# Leonhard Cordonnier
Leonhard Cordonnier (* 17. November 1874 in Baelen; † 29. Dezember 1942 im KZ Dachau) war ein belgischer römisch-katholischer Geistlicher und Märtyrer.

## Leben
Léonard Cordonnier wuchs in einer der Plattdeutschen Gemeinden in Belgien auf. Er besuchte Schulen in Herve und Sint-Truiden und das Priesterseminar in Lüttich. Dort wurde er am 18. Dezember 1897 zum Priester geweiht. Die Stationen seines Wirkens waren: Dison, 1909 Pfarrer in Poulseur (Stadtteil von Comblain-au-Pont) und 1921 Pfarrer in 
Heinrichskapelle (17 km südwestlich von Aachen). 
Sein Dorf wurde von der deutschen Wehrmacht stillschweigend annektiert und deshalb in das Bistum Aachen integriert. Von Anfang an war er Zielscheibe der Gestapo unter anderem, weil er täglich nach der Messe für den belgischen König beten ließ. Am 23. Juli 1942 wurde er in seinem Pfarrhaus von der Gestapo verhört und der Geldhortung angeklagt, da er den Erlös der Kollekten an den Bischof in Lüttich ablieferte. Er wurde festgenommen und kam am 27. November 1942 in das KZ Dachau. Dort starb er einen Monat später im Alter von 68 Jahren.

## Gedenken
Die Römisch-katholische Kirche in Deutschland hat Leonhard Cordonnier als Märtyrer aus der Zeit des Nationalsozialismus in das deutsche Martyrologium des 20. Jahrhunderts aufgenommen.